# Oleśnica (gromada w powiecie buskim)
Oleśnica – dawna gromada, czyli najmniejsza jednostka podziału terytorialnego Polskiej Rzeczypospolitej Ludowej w latach 1954–1972.
Gromady, z gromadzkimi radami narodowymi (GRN) jako organami władzy najniższego stopnia na wsi, funkcjonowały od reformy reorganizującej administrację wiejską przeprowadzonej jesienią 1954 do momentu ich zniesienia z dniem 1 stycznia 1973, tym samym wypierając organizację gminną w latach 1954–1972.
Gromadę Oleśnica z siedzibą GRN we Oleśnicy (wówczas wsi) utworzono – jako jedną z 8759 gromad na obszarze Polski – w powiecie buskim w woj. kieleckim, na mocy uchwały nr 13a/54 WRN w Kielcach z dnia 29 września 1954. W skład jednostki weszły obszary dotychczasowych gromad Oleśnica, Kępie i Sufczyce oraz wieś Brody Duże, parcelacja Brody Duże, kolonia Francówka i parcelacja Brody Małe z dotychczasowej gromady Bydłowa ze zniesionej gminy Oleśnica w tymże powiecie. Dla gromady ustalono 27 członków gromadzkiej rady narodowej.
31 grudnia 1959 do gromady Oleśnica przyłączono wsie Borzymów i Podlesie oraz kolonie Borzymów, Podlesie A i Podlesie B ze zniesionej gromady Borzymów oraz wsie Kwasów i Sroczków oraz kolonie Sroczków Bankowy, Zasokołówcze, Szczypie Nowe i Szumarka ze zniesionej gromady Kwasów w tymże powiecie.
31 grudnia 1961 do gromady Oleśnica przyłączono wsie Pieczonogi, Strzelce i Strzelce Poduchowne, kolonie Pieczonogi Podkępie, Pieczonogi Zagórze, Pieczonogi Przedewsie i Strzelce oraz teren byłego folwarku Strzelce Młyn ze zniesionej gromady Pieczonogi.
Gromada przetrwała do końca 1972 roku, czyli do kolejnej reformy gminnej. 1 stycznia 1973 w powiecie buskim reaktywowano gminę Oleśnica (na uwagę zasługuje fakt że gminy Oleśnica i Łubnice obecnie znajdują się w powiecie staszowskim, natomiast gmina Tuczępy w powiecie buskim; w latach 1973–75 było odwrotnie).